# كلوي دالتون
قالب:Infobox Rugby biography
كلوي دالتون (بالإنجليزية: Chloe Dalton)‏ (مواليد 11 تموز 1993) لاعبة رغبي أسترالية. 
تدرس كلوي في جامعة سيدني للحصول على بكالوريوس في العلاج الفيزيائي

## إنجازات
مثّلت المنتخب الوطني الأسترالي للسيدات للرغبي في سباعيات الرغبي في بطولة دبي لسباعيات الرغبي 2014. فازت بالميدالية الذهبية مع المنتخب الأسترالي الوطني للرغبي في الألعاب الأولمبية الصيفية 2016.
فازت كلوي مع المنتخب في بطولة العالم للرغبي للسيدات عام 2015. كما فازت مع المنتخب بالميدالية الذهبية في سباعيات الرجبي في الألعاب الأولمبية الصيفية 2016 – مسابقة السيدات بعد التغلّب على نيوزيلندا في المباراة النهائية.

## وصلات خارجية
- كلوي دالتون على موقع AustralianFootball.com (الإنجليزية)
- كلوي دالتون على موقع سلسلة سباعيات الرغبي العالمية للسيدات (الإنجليزية)
- كلوي دالتون على موقع اللجنة الأولمبية الدولية (الإنجليزية)
- كلوي دالتون على موقع أوليمبيديا (الإنجليزية)
- كلوي دالتون على موقع اللجنة الأولمبية الأسترالية (الإنجليزية)

- Wallaroos Profile